# Монарда лимонная
Монарда лимонная (лат. Monarda citriodora) — растение рода Монарда из семейства Яснотковые.

## Ботаническое описание
Монарда лимонная — многолетнее травянистое растение высотой от 15 до 80 сантиметров.
Листья у растения ланцетные.
Соцветия монарды лимонной состоят из 5—7 мутовок с мелкими цветками.
Цветение растения продолжается с июня по август.

## Использование в культуре
Монарда лимонная выращивается на приусадебных участках и может использоваться как декоративное, эфиромасличное и пряное растение.

## Химический состав растения
Стебли, листья и цветки монарды лимонной содержат эфирное масло, имеющее в своём составе такие же компоненты, как у мелиссы лекарственной, базилика и других эфиромасличных растений.